# Sabal domingensis
Latanier-chapeau
Espèce
Classification phylogénétique
Sabal domingensis est une espèce de plantes de la famille des Arecaceae (palmiers) originaire de l'île d'Hispaniola. Elle appartient au genre Sabal. Elle est réputée paradoxalement pour son excellente résistance au froid.
Nom commun : Latanier-chapeau.

## Description
C'est un grand palmier au tronc très épais allant de 50 à 60 cm de diamètre, pouvant dépasser 10m de hauteur. C'est un des plus gros représentant du genre Sabal.

## Habitat et distribution
On a longtemps cru l'espèce endémique de l'île d'Hispaniola, mais des individus sauvages ont été récemment[Quand ?] découvert à Cuba.

## Culture
De bonne résistance à la sécheresse et au gel, Sabal domingensis est capable de supporter sans dommages des gels de -7 °C à -8 °C dès le stade juvénile.